# Nekrolog 2. Quartal 1983
Nekrolog
◄◄
| ◄
| 1979
| 1980
| 1981
| 1982
| 1983 | 1984 | 1985 | 1986 | 1987 | ► | ►►
1. Quartal |
2. Quartal |
3. Quartal |
4. Quartal 1983
Weitere Ereignisse | Allgemeiner Nekrolog 1983
Die Beschreibung der verstorbenen Person sollte so kurz wie möglich gehalten sein und nur deren signifikante Tätigkeit(en) enthalten.
Neue Namen ggf. auch unter dem Geburts- und Sterbedatum, also etwa unter 1. Januar und im Geburts- und Sterbejahr (2024) eintragen (nur bei entsprechender großer Wichtigkeit). Für Beispiele siehe die schon vorhandenen Artikel.
Außerdem über die fünf zuletzt Verstorbenen, zu denen es einen ausreichend guten Artikel für eine Präsentation auf der Hauptseite gibt, nach der todesbedingten Überarbeitung der Artikel ggf. auch unter Wikipedia Diskussion:Hauptseite informieren und sie am besten auch in den anderen Wikipedia-Sprachversionen eintragen. Tipp: Regelmäßig bei news.google.de nach „ist tot“, „gestorben“ oder „verstorben“ suchen.
Wenn eine Person gestorben ist, gibt es viele Seiten zu dieser Person in der Wikipedia, die davon auch betroffen sind und entsprechend aktualisiert werden müssen. Beispiele: Namenübersichtsseite, Geburtsjahr, Geburtsort-Seiten und viele mehr.
Wie finde ich die betroffenen Seiten?
Im Suchfeld auf der linken Seite gibt man den Suchbegriff so ein: „Vorname Nachname“. Dann klickt man auf Volltext und alle Seiten mit entsprechendem Suchtext werden aufgerufen. Hier sieht man dann schnell, wo auch das Todesjahr Sinn macht oder sogar ein Teil des Artikels angepasst werden muss. Auch hilft das „Werkzeug“ auf der linken Seite sehr gut, um solche Seiten aufzufinden: „Links auf diese Seite“. Somit ist die Wikipedia wieder aktuell in allen Bereichen! Hinweis: bei Eintragung der Kategorie „Gestorben JAHR“ wird der Missbrauchsfilter 49 ausgelöst, was jedoch nicht schlimm ist. Siehe: Spezial:Missbrauchsfilter/49
Dies ist eine Liste von im zweiten Quartal 1983 verstorbenen bekannten Persönlichkeiten. Die Einträge erfolgen innerhalb der einzelnen Daten alphabetisch sortiert. Tiere sind im Nekrolog für Tiere zu finden.

## April
| Tag       | Name                                  | Beruf, bekannt als                                                                                              | Alter | Beleg |
| --------- | ------------------------------------- | --- | ----- | ----- |
| 1. April  | Levi Casey                            | US-amerikanischer Dreispringer                                                                                  | 78    |       |
| 1. April  | Bo Ekelund                            | schwedischer Hochspringer                                                                                       | 88    |       |
| 1. April  | Václav Hůla                           | tschechoslowakischer Minister                                                                                   | 57    |       |
| 1. April  | Kenny Kersey                          | kanadischer Jazzmusiker                                                                                         | 66    |       |
| 1. April  | Marc Vaubourgoin                      | französischer Komponist                                                                                         | 76    |       |
| 2. April  | Wera Belizer                          | sowjetische Ethnographin                                                                                        | 80    |       |
| 2. April  | Cliff Carlisle                        | US-amerikanischer Country-Sänger                                                                                | 78    |       |
| 2. April  | Donal Herlihy                         | irischer Geistlicher, Bischof von Ferns (1964–1983)                                                             | 74    |       |
| 2. April  | Stan Lauwers                          | belgischer Radrennfahrer                                                                                        | 67    |       |
| 2. April  | Clara Nunes                           | brasilianische Sängerin und Komponistin                                                                         | 40    |       |
| 2. April  | Zhang Daqian                          | chinesischer Maler                                                                                              | 83    |       |
| 3. April  | Hans Börnsen                          | deutscher Anthroposoph und Autor                                                                                | 76    |       |
| 3. April  | Hanns Diettrich                       | deutscher Bildhauer                                                                                             | 77    |       |
| 3. April  | Karl Freudenberg                      | deutscher Chemiker                                                                                              | 97    |       |
| 3. April  | Aleksander Ścibor-Rylski              | polnischer Schriftsteller, Drehbuchautor und Regisseur                                                          | 55    |       |
| 3. April  | Paul Steinführ                        | deutscher Gewerkschafter                                                                                        | 82    |       |
| 3. April  | Roderich Graf von Thun und Hohenstein | deutscher Jurist                                                                                                | 75    |       |
| 4. April  | Matthew Baroi                         | indischer Ordensgeistlicher, Bischof von Krishnagar                                                             | 57    |       |
| 4. April  | Friedrich Berndt                      | deutscher Baumeister                                                                                            | 79    |       |
| 4. April  | Karl August Fink                      | deutscher katholischer Theologe und Kirchenhistoriker                                                           | 78    |       |
| 4. April  | Jacqueline Logan                      | US-amerikanische Film- und Theaterschauspielerin                                                                | 81    |       |
| 4. April  | Kārlis Šteins                         | lettischer Astronom                                                                                             | 71    |       |
| 4. April  | Gloria Swanson                        | US-amerikanische Schauspielerin                                                                                 | 84    |       |
| 4. April  | Günther Venediger                     | deutscher Jurist, SS-Führer und Gestapomitarbeiter                                                              | 75    |       |
| 4. April  | Bernard Vukas                         | jugoslawischer Fußballspieler                                                                                   | 55    |       |
| 5. April  | Muhammad Uthman Abd al-Burhani        | sudanesischer Sufi                                                                                              |       |       |
| 05. April | Georges Dupont                        | französischer Leichtathlet                                                                                      | 79    |       |
| 5. April  | Helmut Gerstenberg                    | deutscher Ingenieur und Erfinder                                                                                | 56    |       |
| 5. April  | Georges Monneret                      | französischer Motorrad- und Automobilrennfahrer                                                                 | 74    |       |
| 5. April  | Wilhelm Varnholt                      | deutscher Politiker (SPD), Oberbürgermeister von Mannheim                                                       | 57    |       |
| 5. April  | Achim von Willisen                    | deutscher Forstwissenschaftler und Mitwisser um das Attentat vom 20. Juli 1944                                  | 83    |       |
| 6. April  | Max Flesch-Thebesius                  | deutscher Chirurg und Kommunalpolitiker                                                                         | 93    |       |
| 6. April  | Werner Groß                           | deutscher Richter und Staatssekretär                                                                            | 73    |       |
| 6. April  | Lutz Heck                             | deutscher Biologe und Zoodirektor                                                                               | 90    |       |
| 6. April  | William H. Tunner                     | US-amerikanischer Generalleutnant                                                                               | 76    |       |
| 6. April  | Waldemar Winther                      | deutscher Marineoffizier, zuletzt Konteradmiral der Kriegsmarine                                                | 85    |       |
| 7. April  | August Arnold                         | deutscher Filmproduzent und -regisseur, Filmtechnologie-Entwickler                                              | 84    |       |
| 7. April  | Fritz Burkhardt                       | deutscher Maler                                                                                                 | 82    |       |
| 7. April  | Ernie Cagnolatti                      | US-amerikanischer Musiker (Trompete, Gesang) des Hot Jazz                                                       | 72    |       |
| 7. April  | Lotte Cohn                            | israelische Architektin                                                                                         | 89    |       |
| 7. April  | Franz Deéd                            | österreichischer Zeichner, Graphiker, Maler, Kunsthandwerker und Restaurator                                    | 59    |       |
| 7. April  | Akiba Eisenberg                       | ungarischer Oberrabbiner in Wien                                                                                | 74    |       |
| 7. April  | Gavin Gordon                          | US-amerikanischer Schauspieler                                                                                  | 82    |       |
| 7. April  | Einar Hareide                         | norwegischer Politiker (Kristeligt Folkeparti), Mitglied des Storting                                           | 83    |       |
| 7. April  | Wilhelm Hauschild                     | deutscher Fotograf                                                                                              | 81    |       |
| 7. April  | Laryssa Henijusch                     | weißrussische Dichterin und Schriftstellerin                                                                    | 72    |       |
| 7. April  | Kenyon Hopkins                        | US-amerikanischer Komponist, Arrangeur und Dirigent                                                             | 71    |       |
| 7. April  | Max Kegel                             | deutscher Segelflugpionier                                                                                      | 88    |       |
| 7. April  | Bernie Piltch                         | kanadischer Jazzmusiker                                                                                         | 55    |       |
| 7. April  | Otto Schwarz                          | deutscher Botaniker                                                                                             | 82    |       |
| 8. April  | Sigurd Björling                       | schwedischer Opernsänger (Bassbariton)                                                                          | 75    |       |
| 8. April  | Friedl Brehm                          | deutscher Verleger, Redakteur und Autor                                                                         | 65    |       |
| 8. April  | Gaetano Lanfranchi                    | italienischer Bobfahrer                                                                                         | 82    |       |
| 8. April  | Siegfried Linke                       | deutscher Gebrauchsgrafiker und Illustrator in der DDR                                                          | 49    |       |
| 08. April | Anna Plischke                         | österreichische Gartenarchitektin                                                                               | 87    |       |
| 8. April  | Uwe Steinberg                         | deutscher Fotograf                                                                                              | 40    |       |
| 9. April  | Nikolai Charlamow                     | sowjetisch-russischer Admiral                                                                                   | 77    |       |
| 9. April  | Louis King Garcia                     | US-amerikanischer Jazz-Trompeter und Bandleader                                                                 | 77    |       |
| 9. April  | Jim Lanigan                           | US-amerikanischer Jazz-Bassist des Chicago Jazz                                                                 | 81    |       |
| 9. April  | Matsushima Yozō                       | japanischer Mathematiker                                                                                        | 62    |       |
| 9. April  | Johannes Schweizer                    | Schweizer Gartenarchitekt                                                                                       | 82    |       |
| 9. April  | Hans Walbrück                         | deutscher Badmintonspieler                                                                                      | 63    |       |
| 10. April | Phillip Burton                        | US-amerikanischer Politiker                                                                                     | 56    |       |
| 10. April | Abelardo Moralejo Lasso               | spanischer Latinist und Linguist                                                                                | 85    |       |
| 10. April | Sigvard Munk                          | dänischer Politiker                                                                                             | 91    |       |
| 10. April | Joseph Wechsberg                      | US-amerikanischer Erzähler, Essayist und Journalist                                                             | 75    |       |
| 11. April | Harm Dallmeyer                        | deutscher Politiker (CDU), MdL, MdB                                                                             | 40    |       |
| 11. April | Gina Klaber-Thusek                    | österreichisch-polnisch-italienische Bildhauerin, Malerin und Grafikerin                                        | 82    |       |
| 11. April | Dolores del Río                       | mexikanische Filmschauspielerin                                                                                 | 77    |       |
| 11. April | Ahmed Rushdi                          | pakistanischer Sänger                                                                                           | 48    |       |
| 11. April | Lubomír Šlapeta                       | tschechoslowakischer Architekt                                                                                  | 74    |       |
| 11. April | Georg Wimmelmann                      | deutscher Architekt, Maler und Numismatiker                                                                     | 76    |       |
| 12. April | Desmond Bagley                        | englischer Thriller-Autor                                                                                       | 59    |       |
| 12. April | Robert Kenneth Callow                 | britischer Biochemiker                                                                                          | 82    |       |
| 12. April | Salvador Cayetano Carpio              | salvadorianischer Politiker                                                                                     | 64    |       |
| 12. April | Paul Hager                            | deutscher Opernregisseur und Theaterintendant                                                                   | 57    |       |
| 12. April | Avraham Joffe                         | israelischer General und Politiker                                                                              | 69    |       |
| 12. April | Jørgen Juve                           | norwegischer Fußballspieler                                                                                     | 76    |       |
| 12. April | Pierre Richard-Willm                  | französischer Schauspieler                                                                                      | 87    |       |
| 12. April | Max Richter                           | deutscher Geologe und Paläontologe                                                                              | 83    |       |
| 12. April | Ekaterina Scherf                      | österreichische Dirigentin                                                                                      | 86    |       |
| 13. April | Sergo Iskanderowitsch Ambarzumjan     | sowjetischer Gewichtheber                                                                                       |       |       |
| 13. April | Dolo Coker                            | US-amerikanischer Pianist des Modern Jazz                                                                       | 55    |       |
| 13. April | Gerry Hitchens                        | englischer Fußballspieler                                                                                       | 48    |       |
| 13. April | Christmas Humphreys                   | englischer Rechtsanwalt, Richter, Theosoph, Autor und Buddhist                                                  | 82    |       |
| 13. April | Olle Källgren                         | schwedischer Fußballspieler                                                                                     | 75    |       |
| 13. April | Gloria Marín                          | mexikanische Schauspielerin                                                                                     | 63    |       |
| 13. April | Ganjirō Nakamura                      | japanischer Filmschauspieler                                                                                    | 81    |       |
| 13. April | Mercè Rodoreda                        | katalanische Schriftstellerin                                                                                   | 74    |       |
| 13. April | Theodoros Stefanidis                  | griechischer Autor, Arzt und Naturwissenschaftler                                                               |       |       |
| 13. April | Anna van der Vegt                     | niederländische Turnerin                                                                                        | 79    |       |
| 13. April | Sim Visser                            | niederländischer Politiker                                                                                      | 75    |       |
| 14. April | Valérien Bélanger                     | kanadischer römisch-katholischer Geistlicher, Weihbischof in Montréal                                           | 81    |       |
| 14. April | Errett Bishop                         | US-amerikanischer Mathematiker                                                                                  | 54    |       |
| 14. April | Nina Dumbadse                         | sowjetische Sportlerin                                                                                          | 64    |       |
| 14. April | Pete Farndon                          | britischer Rockmusiker                                                                                          | 30    |       |
| 14. April | Kåre Hatten                           | norwegischer Skilangläufer                                                                                      | 75    |       |
| 14. April | Robert L. Howze Jr.                   | US-amerikanischer General                                                                                       | 80    |       |
| 14. April | Elisabeth Lutyens                     | britische Komponistin                                                                                           | 76    |       |
| 14. April | Achille Peretti                       | französischer Politiker, Mitglied der Nationalversammlung                                                       | 71    |       |
| 14. April | Ernst Schwarz                         | deutscher Germanist                                                                                             | 87    |       |
| 14. April | Max Syring                            | deutscher Langstreckenläufer                                                                                    | 74    |       |
| 15. April | Raymond P. Ahlquist                   | US-amerikanischer Pharmazeut und Pharmakologe                                                                   | 68    |       |
| 15. April | Corrie ten Boom                       | niederländische Christin, Gerechte unter den Völkern                                                            | 91    |       |
| 15. April | Wera Nikolajewna Faddejewa            | sowjetische Mathematikerin                                                                                      | 76    |       |
| 15. April | Gyula Illyés                          | ungarischer Schriftsteller, Dichter, Übersetzer und Redakteur                                                   | 80    |       |
| 15. April | Georges Layek                         | syrischer Geistlicher, emeritierter Erzbischof von Aleppo                                                       |       |       |
| 15. April | Ernst Nell                            | deutscher evangelischer Theologe und Kirchenpolitiker                                                           | 98    |       |
| 15. April | Jules-Joseph Puset                    | französischer Geistlicher, römisch-katholischer Bischof                                                         | 71    |       |
| 15. April | Michael Zohary                        | israelischer Botaniker                                                                                          |       |       |
| 16. April | Kurt Goerttler                        | deutscher Anatom und Hochschullehrer                                                                            | 84    |       |
| 16. April | Heinrich Lankenau                     | deutscher SS-Gruppenführer und General in der Ordnungspolizei                                                   | 91    |       |
| 16. April | José Meiffret                         | französischer Radrennfahrer                                                                                     | 69    |       |
| 16. April | Erich Meyer                           | deutscher Grafiker und Typograf                                                                                 | 84    |       |
| 16. April | Fritz Novotny                         | österreichischer Kunsthistoriker                                                                                | 80    |       |
| 17. April | Philip Dee                            | britischer Physiker                                                                                             | 79    |       |
| 17. April | Erich Diestelkamp                     | deutscher Politiker (NSDAP), MdR                                                                                | 82    |       |
| 17. April | Ilja Glusgal                          | deutscher Jazzmusiker und Schlagersänger                                                                        | 61    |       |
| 17. April | Joseph Alphonse McNicholas            | US-amerikanischer Geistlicher und römisch-katholischer Bischof von Springfield in Illinois                      | 60    |       |
| 17. April | Siegfried Müller                      | deutscher Söldner                                                                                               | 62    |       |
| 17. April | Felix Pappalardi                      | US-amerikanischer Produzent, Komponist, Sänger und Bassist                                                      | 43    |       |
| 17. April | Willy Schaller                        | deutscher Politiker (CSU), MdL                                                                                  | 59    |       |
| 17. April | Wilhelm Tannenberg                    | deutscher Jurist und Diplomat                                                                                   | 87    |       |
| 17. April | Heinz Zeebe                           | deutscher Dirigent                                                                                              | 67    |       |
| 18. April | Gottfried Boesch                      | Schweizer Historiker                                                                                            | 68    |       |
| 18. April | Alfred Brecht                         | deutscher Grafiker und Heraldiker                                                                               | 78    |       |
| 18. April | Julius Hadrich                        | deutscher Politiker (SPD), MdA                                                                                  | 91    |       |
| 19. April | Jerzy Andrzejewski                    | polnischer Schriftsteller, Mitglied des Sejm                                                                    | 73    |       |
| 19. April | Federico de Castro y Bravo            | spanischer Jurist und Richter am Internationalen Gerichtshof                                                    | 79    |       |
| 19. April | Maria Deku                            | deutsche Politikerin (CSU), MdL, Friedensaktivistin                                                             | 82    |       |
| 19. April | Herbert Hockemeyer                    | deutscher Arzt und ehemaliger Sanitätsoffizier                                                                  | 74    |       |
| 19. April | Schahan Natali                        | armenischer Revolutionär                                                                                        |       |       |
| 19. April | Arthur Pétronio                       | schweizerisch-belgisch-französischer Violinist und Lautdichter                                                  | 86    |       |
| 19. April | Paul Revel                            | französischer Maler und Kupferstecher                                                                           |       |       |
| 19. April | Renatus Ziggiotti                     | italienischer Ordensgeistlicher, Generaloberer der Salesianer Don Boscos                                        | 90    |       |
| 20. April | Horst Wolfram Geißler                 | deutscher Schriftsteller                                                                                        | 89    |       |
| 20. April | Hans Gradmann                         | deutscher Botaniker                                                                                             | 90    |       |
| 20. April | Felix Landau                          | österreichischer Nationalsozialist                                                                              | 72    |       |
| 20. April | Walther Nehring                       | deutscher Offizier, zuletzt General der Panzertruppe im Zweiten Weltkrieg                                       | 90    |       |
| 20. April | Pedro Quartucci                       | argentinischer Boxer                                                                                            | 77    |       |
| 20. April | Pierre Salomon                        | französischer Romanist und Literaturwissenschaftler                                                             | 80    |       |
| 20. April | Eric Gardner Turner                   | britischer Klassischer Philologe und Papyrologe                                                                 | 72    |       |
| 21. April | Momćilo Đokić                         | jugoslawischer Fußballspieler                                                                                   | 72    |       |
| 21. April | Michael Holzach                       | deutscher Journalist und Buchautor                                                                              | 36    |       |
| 21. April | George Khoury                         | ägyptisch-US-amerikanischer Schauspieler                                                                        | 70    |       |
| 21. April | Walter Slezak                         | österreichisch-US-amerikanischer Film und Theaterschauspieler                                                   | 80    |       |
| 22. April | Pino Bernasconi                       | Schweizer Jurist und Politiker                                                                                  | 79    |       |
| 22. April | Lajos Cseterki                        | ungarischer kommunistischer Politiker, Mitglied des Parlaments                                                  | 61    |       |
| 22. April | Earl Hines                            | US-amerikanischer Jazz-Pianist und Bandleader                                                                   | 79    |       |
| 22. April | Gösta Holmér                          | US-amerikanischer Leichtathlet                                                                                  | 91    |       |
| 22. April | Lamberto Maggiorani                   | italienischer Schauspieler                                                                                      | 73    |       |
| 22. April | Abraham Sachs                         | US-amerikanischer Mathematikhistoriker und Hochschullehrer                                                      | 68    |       |
| 22. April | Gunta Stölzl                          | deutsch-schweizerische Weberin und Textildesignerin                                                             | 86    |       |
| 22. April | Heinrich Thörner                      | deutscher Elektrotechniker und Unternehmer                                                                      | 90    |       |
| 23. April | Kurt Beck                             | deutscher Fotograf                                                                                              | 73    |       |
| 23. April | Paľo Bielik                           | slowakischer Schauspieler und Regisseur                                                                         | 72    |       |
| 23. April | Marguerite Broquedis                  | französische Tennisspielerin                                                                                    | 90    |       |
| 23. April | Buster Crabbe                         | US-amerikanischer Schwimmer und Schauspieler                                                                    | 75    |       |
| 23. April | Frank Fisher                          | kanadischer Eishockeyspieler                                                                                    | 75    |       |
| 23. April | Michail Alexandrowitsch Karzew        | sowjetischer Computeringenieur                                                                                  | 59    |       |
| 23. April | Heinrich Konietzny                    | deutscher Musiker und Komponist                                                                                 | 72    |       |
| 23. April | Lorenz Konzett                        | österreichischer Politiker (ÖVP), Landtagsabgeordneter zum Vorarlberger Landtag                                 | 76    |       |
| 23. April | Erich von Lehe                        | deutscher Archivar und Historiker                                                                               | 88    |       |
| 23. April | Selena Royle                          | US-amerikanische Schauspielerin                                                                                 | 78    |       |
| 23. April | Finn Salomonsen                       | dänischer Ornithologe                                                                                           | 74    |       |
| 23. April | Povilas Vaitonis                      | kanadisch-litauischer Schachspieler                                                                             | 71    |       |
| 23. April | Werner P. Zibaso                      | deutscher Drehbuchautor                                                                                         | 72    |       |
| 24. April | Josef Hirscher                        | österreichischer Finanzbeamter und Politiker (SPÖ), Abgeordneter zum Nationalrat                                | 52    |       |
| 24. April | Peter Maslowski                       | deutscher Politiker (USPD, KPD), MdR, Journalist und Religionskritiker                                          | 89    |       |
| 24. April | Abraham Pisarek                       | deutsch-jüdischer Fotograf                                                                                      | 81    |       |
| 24. April | Viktor Pospischil                     | österreichischer Politiker (Linksblock), Landtagsabgeordneter                                                   | 61    |       |
| 24. April | Gerhard Schlegel                      | deutscher Politiker und Sportfunktionär                                                                         | 79    |       |
| 24. April | Rolf Stommelen                        | deutscher Formel-1-Rennfahrer                                                                                   | 39    |       |
| 24. April | Jernej Zaplotnik                      | jugoslawischer Bergsteiger                                                                                      | 31    |       |
| 25. April | Siegfried Einstein                    | deutscher Dichter, Lyriker, Schriftsteller und Essayist                                                         | 63    |       |
| 25. April | Pius Fink                             | österreichischer Bauer und Politiker (ÖVP), Abgeordneter zum Nationalrat                                        | 80    |       |
| 25. April | Carroll Glenn                         | US-amerikanische Violinistin, Musikpädagogin und Hochschullehrerin                                              | 64    |       |
| 25. April | Mieczysław Kuźma                      | polnischer Architekt                                                                                            |       |       |
| 25. April | Hans Morgenthal                       | deutscher Nachrichtendienstler, Führungsoffizier bei der Hauptverwaltung Aufklärung des Nachrichtendienstes ... | 69    |       |
| 25. April | Hillel Storch                         | lettischer Unternehmer                                                                                          | 80    |       |
| 25. April | Hans Struksnæs                        | norwegischer Segler                                                                                             | 85    |       |
| 26. April | Caspar Bröcheler                      | deutscher Opernsänger                                                                                           | 71    |       |
| 26. April | Hermann Ebert                         | deutscher Physiker                                                                                              | 86    |       |
| 26. April | Heinrich Fischer                      | deutscher Politiker (SPD), MdL                                                                                  | 73    |       |
| 26. April | Bronisław Kaper                       | US-amerikanischer Filmkomponist polnischer Herkunft                                                             |       |       |
| 26. April | Fritz Killer                          | österreichischer Komponist                                                                                      | 77    |       |
| 26. April | Norbert Sprongl                       | österreichischer Komponist                                                                                      | 90    |       |
| 26. April | Vaughn Taylor                         | US-amerikanischer Schauspieler                                                                                  | 73    |       |
| 26. April | Ruth von Wild                         | Schweizer Lehrerin                                                                                              | 70    |       |
| 27. April | Kurt Dunkelmann                       | deutscher Schiffsbauer, wirkte als Generaldirektor der Rostocker Neptunwerft und als Schauspieler und Künstler  | 76    |       |
| 27. April | Georg von Holtzbrinck                 | deutscher Verleger und Buchhändler                                                                              | 73    |       |
| 27. April | José Iraragorri                       | spanischer Fußballspieler                                                                                       | 71    |       |
| 27. April | Werner Kohlschmidt                    | deutscher Germanist                                                                                             | 79    |       |
| 27. April | Abd ar-Razzaq Muhyi ad-Din            | irakischer Dichter und Politiker                                                                                |       |       |
| 27. April | Oscar Reile                           | deutscher Offizier des Geheimdienstes (Abwehr, Organisation Gehlen, Bundesnachrichtendienst)                    | 86    |       |
| 27. April | Yamaguchi Takeo                       | japanischer Maler                                                                                               | 80    |       |
| 28. April | Hans Walter Aust                      | deutscher Journalist                                                                                            | 82    |       |
| 28. April | Jaime Bateman Cayón                   | kolumbianischer Guerilla-Kämpfer                                                                                | 43    |       |
| 28. April | Emil Erlenbusch                       | deutscher Ingenieur, Pädagoge und Politiker (SPD), MdL                                                          | 72    |       |
| 28. April | Charlie LaVere                        | US-amerikanischer Bandleader und Jazzmusiker                                                                    | 72    |       |
| 28. April | Fritz Luchsinger                      | Schweizer Bergsteiger                                                                                           | 62    |       |
| 28. April | Jimmy Mundy                           | US-amerikanischer Jazzmusiker und Musikproduzent                                                                | 75    |       |
| 28. April | Wolfgang Oelßner                      | deutscher Mediziner und Rektor der Medizinischen Akademie Dresden                                               | 62    |       |
| 28. April | Martin Redmayne, Baron Redmayne       | britischer Politiker (Conservative Party), Mitglied des House of Commons                                        | 72    |       |
| 29. April | Karl Charamsa                         | österreichischer Komponist                                                                                      | 56    |       |
| 29. April | Ali Ghito                             | deutsche Schauspielerin                                                                                         | 78    |       |
| 29. April | Georg Hörnschemeyer                   | deutscher Bildhauer                                                                                             | 76    |       |
| 29. April | Nikodém Mikulaš Krett                 | slowakischer Geistlicher, Priester der Erzeparchie Prešov                                                       | 70    |       |
| 29. April | Anatoli Wassiljewitsch Ljapidewski    | sowjetischer Pilot                                                                                              | 75    |       |
| 29. April | Hanspeter Scherr                      | deutscher Chorleiter und Komponist                                                                              | 55    |       |
| 30. April | George Balanchine                     | russischer Choreograf, Gründer des New York City Ballet                                                         | 79    |       |
| 30. April | Francis Doyle Gleeson                 | US-amerikanischer römisch-katholischer Geistlicher, Bischof von Fairbanks                                       | 88    |       |
| 30. April | Joel Henry Hildebrand                 | US-amerikanischer Chemiker                                                                                      | 101   |       |
| 30. April | Leonard Kirschen                      | britisch-rumänischer Journalist                                                                                 | 74    |       |
| 30. April | Muddy Waters                          | US-amerikanischer Bluesmusiker                                                                                  | 70    |       |
| 30. April | Albrecht Pflaum                       | deutscher Arzt und Entwicklungshelfer                                                                           | 36    |       |
| 30. April | Arnold Sucher                         | österreichischer Politiker                                                                                      | 85    |       |
| 30. April | Betty Uber                            | englische Badmintonspielerin                                                                                    | 76    |       |
| April     | Herman Conway                         | englischer Fußballtorhüter                                                                                      | 74    |       |
| April     | Hedwig Fischer-Hofmann                | österreichisch-US-amerikanische Dermatologin, Frauenrechtlerin und NS-Verfolgte                                 | ≈95   |       |
| April     | Kippie Moeketsi                       | südafrikanischer Jazzmusiker                                                                                    | 57    |       |

## Mai
| Tag     | Name                                  | Beruf, bekannt als                                                                    | Alter | Beleg |
| ------- | ------------------------------------- | ------------------------------------------------------------------------------------- | ----- | ----- |
| 1. Mai  | Cecil Cooke                           | bahamaischer Regattasegler und Olympiasieger                                          | 59    |       |
| 1. Mai  | George Hodgson                        | kanadischer Schwimmer                                                                 | 89    |       |
| 1. Mai  | Willy Rosenbusch                      | deutscher Radrennfahrer                                                               | 80    |       |
| 1. Mai  | Joseph Ruttenberg                     | US-amerikanischer Kameramann                                                          | 93    |       |
| 1. Mai  | Max Tribus                            | österreichischer Regisseur und Dramatiker                                             | 83    |       |
| 2. Mai  | Norm Van Brocklin                     | US-amerikanischer American-Football-Spieler und -Trainer                              | 57    |       |
| 2. Mai  | George DeLuca                         | US-amerikanischer Rechtsanwalt, Bankier und Politiker                                 | 93    |       |
| 2. Mai  | Charles Geddes, Baron Geddes of Epsom | britischer Gewerkschaftsführer                                                        | 86    |       |
| 2. Mai  | Werner Göttsch                        | deutscher SS-Führer                                                                   | 70    |       |
| 2. Mai  | Ernesto de la Guardia Navarro         | 30. Staatspräsident von Panama                                                        | 79    |       |
| 2. Mai  | Pridi Phanomyong                      | thailändischer Politiker, Premierminister von Thailand                                | 82    |       |
| 2. Mai  | Katharine St. George                  | US-amerikanische Politikerin                                                          | 88    |       |
| 2. Mai  | Egon Strohm                           | deutscher Journalist, Schriftsteller und literarischer Übersetzer                     | 78    |       |
| 3. Mai  | Johann Heinrich von Brunn             | deutscher Verbandsjurist                                                              | 75    |       |
| 3. Mai  | Alexandre Constantin                  | französischer Automobilrennfahrer und Rennwagenkonstrukteur                           | 73    |       |
| 3. Mai  | John Favre                            | Mitglied der Geschäftsleitung der Schweizerischen Bundesbahnen                        | 71    |       |
| 3. Mai  | Kurt Fina                             | deutscher Historiker und Geschichtsdidaktiker                                         |       |       |
| 3. Mai  | Hermann Gressieker                    | deutscher Dramatiker                                                                  | 80    |       |
| 3. Mai  | Albert Grote                          | deutscher Mediziner und Privatgelehrter                                               | 85    |       |
| 3. Mai  | Paul Ibscher                          | deutscher Politiker (SPD), MdA                                                        | 72    |       |
| 3. Mai  | Johannes Lohmann                      | deutscher Indogermanist, Sprachwissenschaftler und Musiktheoretiker                   | 87    |       |
| 3. Mai  | Fritz Otto                            | deutscher Politiker (KPD/SED); Funktionär des NRdNF                                   | 80    |       |
| 3. Mai  | Herbé Seijas                          | uruguayischer Geistlicher, Bischof von San José de Mayo                               | 53    |       |
| 4. Mai  | Christo Daskalow                      | bulgarischer Biologe                                                                  | 80    |       |
| 4. Mai  | Nino Sanzogno                         | italienischer Komponist und Dirigent                                                  | 72    |       |
| 4. Mai  | Shūji Terayama                        | japanischer Schriftsteller und Filmregisseur                                          | 47    |       |
| 4. Mai  | Kurt Tornier                          | deutscher Bankmanager                                                                 | 84    |       |
| 5. Mai  | E. Ross Adair                         | US-amerikanischer Politiker                                                           | 75    |       |
| 5. Mai  | Anton Buttiġieġ                       | maltesischer Politiker, Präsident von Malta (1976–1981)                               | 71    |       |
| 5. Mai  | Richard Hofmann                       | deutscher Fußballspieler                                                              | 77    |       |
| 5. Mai  | Étienne Lamotte                       | belgischer Philologe und Indologe                                                     | 79    |       |
| 5. Mai  | Juri Alexandrowitsch Pantelejew       | sowjetischer Admiral                                                                  | 81    |       |
| 5. Mai  | Horst Schumann                        | deutscher Arzt, an der Aktion T4 sowie an Menschenversuchen im KZ Auschwitz beteiligt | 77    |       |
| 5. Mai  | Franz Stamprech                       | österreichischer Journalist                                                           | 76    |       |
| 5. Mai  | Helmuth Stegman                       | lettischer Politiker, Mitglied der Saeima und Jurist                                  | 90    |       |
| 5. Mai  | Gabriel Stern                         | jüdischer Schriftsteller und Journalist                                               | 69    |       |
| 5. Mai  | Paul Trautvetter                      | Schweizer reformierter Pfarrer und Pazifist                                           | 94    |       |
| 5. Mai  | Julius Wilhelm                        | deutscher Romanist und Literaturwissenschaftler                                       | 86    |       |
| 5. Mai  | John Williams                         | britischer Schauspieler                                                               | 80    |       |
| 6. Mai  | Sergei Petrowitsch Isotow             | russischer Luftfahrtingenieur                                                         | 65    |       |
| 6. Mai  | Michael Moran                         | irischer Politiker (Fianna Fáil)                                                      | 70    |       |
| 6. Mai  | Tommaso Morlino                       | italienischer Jurist und Politiker                                                    | 57    |       |
| 6. Mai  | Pat Smythe                            | britischer Jazzpianist                                                                |       |       |
| 6. Mai  | Armando Sol Estévez                   | salvadorianischer Architekt und Diplomat                                              | 73    |       |
| 6. Mai  | Otto Stinnes                          | deutscher Unternehmer                                                                 | 80    |       |
| 6. Mai  | Bep Voskuijl                          | niederländische Widerstandskämpferin während des Zweiten Weltkriegs                   | 63    |       |
| 6. Mai  | Irmhild Warweg                        | deutsche Illustratorin und Grafikerin                                                 | 78    |       |
| 6. Mai  | Kai Winding                           | amerikanischer Jazzposaunist                                                          | 60    |       |
| 7. Mai  | Roger Camuzet                         | französischer Unternehmer, Politiker und Automobilrennfahrer                          | 87    |       |
| 7. Mai  | Peter Edel                            | deutscher Grafiker und Schriftsteller                                                 | 61    |       |
| 7. Mai  | John Masters                          | britischer Autor und Offizier in der Britisch–Indischen Armee                         | 68    |       |
| 7. Mai  | Günter Prey                           | deutscher Politiker (SED)                                                             | 53    |       |
| 7. Mai  | József Romhányi                       | ungarischer Drehbuchautor, Librettist und Lyriker                                     | 62    |       |
| 7. Mai  | Kurt Schwippert                       | deutscher Bildhauer                                                                   | 79    |       |
| 7. Mai  | Keith Stewartson                      | britischer Mathematiker                                                               | 57    |       |
| 8. Mai  | John Fante                            | US-amerikanischer Schriftsteller                                                      | 74    |       |
| 8. Mai  | Walter Hollnagel                      | deutscher Direktionsfotograf                                                          | 88    |       |
| 8. Mai  | Hans Kähler                           | deutscher Sprachwissenschaftler und Hochschullehrer                                   | 71    |       |
| 8. Mai  | Expedito Eduardo de Oliveira          | brasilianischer Geistlicher, römisch-katholischer Bischof von Patos                   | 73    |       |
| 8. Mai  | Egon Schmidt                          | deutscher Autor von Kinder- und Jugendbüchern in der DDR                              | 55    |       |
| 8. Mai  | Otto Walter                           | deutscher Politiker (KPD, SED), MdR, MdV                                              | 80    |       |
| 9. Mai  | John J. Ghezzi                        | US-amerikanischer Jurist und Politiker                                                | 72    |       |
| 9. Mai  | Miguel Nijensohn                      | argentinischer Bandleader, Arrangeur, Tangopianist und -komponist                     | 71    |       |
| 10. Mai | Antoine Andrieux                      | französischer Politiker                                                               | 66    |       |
| 10. Mai | Edmund Leukert                        | deutscher Gewerkschafter und Politiker (DCSVP, CSU), MdB                              | 79    |       |
| 10. Mai | August Oswalt                         | deutscher Bankier und Politiker (CDU), MdL                                            | 91    |       |
| 10. Mai | Harold F. Youngblood                  | US-amerikanischer Politiker                                                           | 75    |       |
| 10. Mai | Émile Zermani                         | französischer Fußballspieler                                                          | 72    |       |
| 11. Mai | Arne B. Christiansen                  | norwegischer Skispringer                                                              | 73    |       |
| 11. Mai | Heinz Hajek-Halke                     | deutscher Fotograf                                                                    | 84    |       |
| 11. Mai | Zenna Henderson                       | US-amerikanische Volksschullehrerin und Schriftstellerin                              | 65    |       |
| 11. Mai | Ernst Thoms                           | deutscher Maler der Neuen Sachlichkeit                                                | 86    |       |
| 12. Mai | Chaim Kiewe                           | deutsch-israelischer Maler                                                            | 70    |       |
| 12. Mai | Joe Laporte                           | kanadischer Radrennfahrer                                                             | 76    |       |
| 12. Mai | Werner Mantz                          | deutsch-niederländischer Fotograf                                                     | 82    |       |
| 12. Mai | Otto Vogel                            | deutscher Fabrikant, Kaufmann, Politiker und Senator (Bayern)                         | 89    |       |
| 13. Mai | Bernardino Bilbao Rioja               | bolivianischer General und Politiker                                                  | 87    |       |
| 13. Mai | Alfred Gesswein                       | österreichischer Lyriker, Hörspielautor und Grafiker                                  | 72    |       |
| 13. Mai | Otto Heckmann                         | deutscher Astronom                                                                    | 81    |       |
| 13. Mai | Sylvio Lacharité                      | kanadischer Dirigent und Komponist                                                    | 68    |       |
| 13. Mai | Lucie Lundberg                        | schwedische Kinderbuchillustratorin                                                   | 74    |       |
| 13. Mai | Erna Sellmer                          | deutsche Schauspielerin                                                               | 77    |       |
| 13. Mai | Michael Spivakovsky                   | britischer Geiger, Dirigent und Komponist                                             | 63    |       |
| 14. Mai | Fjodor Alexandrowitsch Abramow        | sowjetisch-russischer Schriftsteller                                                  | 63    |       |
| 14. Mai | Archibald Douglas Colquhoun           | australischer Porträtmaler und Kunstlehrer                                            | 88    |       |
| 14. Mai | Heinz Grill                           | österreichischer Historiker, Archivar und Schriftsteller                              | 73    |       |
| 14. Mai | Miguel Alemán Valdés                  | mexikanischer Politiker, Staatspräsident von Mexiko                                   | 82    |       |
| 14. Mai | Bobby Benson                          | nigerianischer Jazz- und Unterhaltungsmusiker                                         | 61    |       |
| 14. Mai | Carl Colsman-Freyberger               | deutscher Politiker (CDU), MdL                                                        | 84    |       |
| 14. Mai | Seweryn Kulesza                       | polnischer Offizier und Vielseitigkeitsreiter                                         | 82    |       |
| 14. Mai | Karl Lange                            | deutscher Schulleiter und Historiker                                                  | 89    |       |
| 14. Mai | Heino Lemmik                          | estnischer Komponist                                                                  | 51    |       |
| 14. Mai | Billy Petrolle                        | US-amerikanischer Boxer italienischer Abstammung im Leichtgewicht                     | 78    |       |
| 14. Mai | René Pontoni                          | argentinischer Fußballspieler                                                         | 62    |       |
| 14. Mai | Ernst Rexer                           | deutscher Physiker                                                                    | 81    |       |
| 15. Mai | Rudolf Gütlein                        | deutscher Politiker (CSU), MdL                                                        | 56    |       |
| 15. Mai | Aleksanteri Keisala                   | finnischer Ringer                                                                     | 66    |       |
| 15. Mai | Hall S. Lusk                          | US-amerikanischer Jurist und Politiker                                                | 99    |       |
| 15. Mai | Wolfgang Milenkovics                  | österreichischer Rennfahrer                                                           | 72    |       |
| 15. Mai | James Van Der Zee                     | US-amerikanischer, farbiger Fotograf                                                  | 96    |       |
| 16. Mai | Norbert Grögler                       | österreichischer Mineraloge und Planetologe                                           | 55    |       |
| 16. Mai | Eduard Müller                         | Schweizer Organist und Cembalist                                                      | 70    |       |
| 16. Mai | Gerhard Rosenkranz                    | deutscher evangelischer Theologe                                                      | 87    |       |
| 16. Mai | Edouard Zeckendorf                    | belgischer Amateur-Mathematiker                                                       | 82    |       |
| 17. Mai | Victor Halperin                       | US-amerikanischer Regisseur                                                           | 87    |       |
| 17. Mai | Herbert Körbs                         | deutscher Schauspieler und Theaterregisseur                                           | 75    |       |
| 17. Mai | Gordon Payne                          | kanadischer Landschaftsmaler und Gebrauchsgrafiker                                    | 92    |       |
| 17. Mai | Sklode von Perbandt                   | deutscher Ministerialbeamter                                                          | 80    |       |
| 17. Mai | Kurt Schirra                          | deutscher Boxer                                                                       | 51    |       |
| 17. Mai | Alexander Smakula                     | deutsch-amerikanischer Physiker                                                       |       |       |
| 17. Mai | Hugo Stoffers                         | deutscher Sozialdemokrat, Bürgermeister und Stadtdirektor von Ahlen                   | 77    |       |
| 18. Mai | Frank Aiken                           | irischer Politiker                                                                    | 85    |       |
| 18. Mai | Wolfgang Fräger                       | deutscher Maler, Grafiker und Bildhauer                                               | 59    |       |
| 18. Mai | Aubrey Gwynn                          | irischer Historiker und Jesuit                                                        |       |       |
| 18. Mai | Valentin Kiparsky                     | finnischer Slawist und Sprachwissenschaftler                                          | 78    |       |
| 18. Mai | Erna Lang                             | deutsche Politikerin                                                                  | 90    |       |
| 18. Mai | Humberto Moreno                       | chilenischer Fußballspieler                                                           | 79    |       |
| 18. Mai | Alfred Nau                            | deutscher Politiker (SPD)                                                             | 76    |       |
| 18. Mai | Henri Joseph Oberthür                 | französischer Entomologe und Chirurg                                                  | 95    |       |
| 19. Mai | Edwin Fels                            | deutscher Geograph                                                                    | 94    |       |
| 19. Mai | Carlheinz Neumann                     | deutscher Olympiasieger im Rudern                                                     | 77    |       |
| 19. Mai | Jean Rey                              | belgischer Jurist und liberaler Politiker, MdEP                                       | 80    |       |
| 19. Mai | Gilbert C. van Wessem                 | niederländisch-US-amerikanischer Chemiker                                             | 70    |       |
| 20. Mai | Italo Acconcia                        | italienischer Fußballspieler                                                          | 58    |       |
| 20. Mai | Clair Bee                             | US-amerikanischer Basketballtrainer                                                   | 87    |       |
| 20. Mai | Herbert Bramfeldt                     | deutscher Moderner Fünfkämpfer                                                        | 70    |       |
| 20. Mai | Björn Collinder                       | schwedischer Sprachwissenschaftler                                                    | 88    |       |
| 20. Mai | André Galoisy                         | französischer Automobilrennfahrer                                                     | 80    |       |
| 20. Mai | Kurt Hähling                          | deutscher Offizier und Politiker (NDPD) der DDR                                       | 85    |       |
| 20. Mai | Albert Johannes                       | deutscher Schauspieler, Synchron- und Hörspielsprecher                                | 86    |       |
| 20. Mai | Axel Johansson                        | schwedischer Eisschnellläufer                                                         | 72    |       |
| 20. Mai | Prithipal Singh                       | indischer Hockeyspieler                                                               | 51    |       |
| 21. Mai | Franz Adler                           | US-amerikanischer Soziologe österreichischer Herkunft                                 | 74    |       |
| 21. Mai | Kenneth Clark                         | britischer Kunsthistoriker, Museumsdirektor und Autor                                 | 79    |       |
| 21. Mai | Eric Hoffer                           | US-amerikanischer sozialkritischer Philosoph und Autor                                | 80    |       |
| 21. Mai | Erika Korselt                         | deutsche Textil-Kunstgewerblerin und Malerin                                          | 84    |       |
| 21. Mai | Finn Mortensen                        | norwegischer Komponist, Musikkritiker und Hochschullehrer                             | 61    |       |
| 21. Mai | Joan du Plat Taylor                   | britische Unterwasserarchäologin                                                      | 76    |       |
| 21. Mai | Walter Rinke                          | deutscher Volkswirt, Verwaltungsbeamter und Politiker (CSU), MdB                      | 88    |       |
| 21. Mai | Alexander Wassiljewitsch Schirow      | sowjetischer Skirennläufer                                                            | 24    |       |
| 21. Mai | Marie Schlei                          | deutsche Politikerin (SPD), MdB                                                       | 63    |       |
| 21. Mai | Zadoc L. Weatherford                  | US-amerikanischer Politiker                                                           | 95    |       |
| 22. Mai | Marie Auguste von Anhalt              | deutsche Adelige, Ehefrau Prinz Joachims von Preußen                                  | 84    |       |
| 22. Mai | Dick Barber                           | US-amerikanischer Leichtathlet                                                        | 72    |       |
| 22. Mai | Alois Beranek                         | österreichischer Fußballschiedsrichter                                                | 83    |       |
| 22. Mai | Albert Claude                         | belgischer Zellbiologe                                                                | 83    |       |
| 22. Mai | Art Cruickshank                       | US-amerikanischer Spezialeffektkünstler                                               | 64    |       |
| 22. Mai | Lino Frías                            | kubanischer Pianist und Komponist                                                     | 68    |       |
| 22. Mai | Herbert Grigers                       | deutscher Politiker (SPD)                                                             | 55    |       |
| 22. Mai | Jesús Lozoya Solís                    | mexikanischer Militärarzt und Politiker                                               | 73    |       |
| 22. Mai | Charles A. Noble                      | deutsch-amerikanischer Unternehmer                                                    | 90    |       |
| 22. Mai | Rudolf Roonthal                       | deutscher Komponist und Texter                                                        | 87    |       |
| 22. Mai | Erna Scheffler                        | deutsche Juristin                                                                     | 89    |       |
| 22. Mai | Bernhard Weinhardt                    | deutscher Manager                                                                     | 82    |       |
| 22. Mai | Lothar Wenzel                         | deutscher Diplomat, Botschafter der DDR                                               | 59    |       |
| 22. Mai | Doris Wetterhahn                      | deutsche Pädagogin                                                                    | 61    |       |
| 22. Mai | Karel Žlábek                          | tschechoslowakischer Mediziner und Anthropologe                                       | 81    |       |
| 23. Mai | George Bruns                          | US-amerikanischer Filmmusik-Komponist und Jazz-Posaunist                              | 68    |       |
| 23. Mai | Helmut Kirchberg                      | deutscher Bergbauwissenschaftler                                                      | 77    |       |
| 23. Mai | Attila Sallustro                      | italienischer Fußballspieler                                                          | 74    |       |
| 23. Mai | Anselm Peter Schwab                   | österreichischer Benediktinermönch und katholischer Theologe                          | 72    |       |
| 24. Mai | André Coutant                         | französischer Filmtechniker und Ingenieur                                             |       |       |
| 24. Mai | Reinhard Haferkorn                    | deutscher Anglist und Hochschullehrer                                                 | 83    |       |
| 24. Mai | Metodi Lepavzov                       | jugoslawischer Künstler                                                               | 78    |       |
| 24. Mai | Grete Reinwald                        | deutsche Filmschauspielerin                                                           | 80    |       |
| 24. Mai | Fritz Sauter                          | österreichischer Physiker und Hochschullehrer                                         | 76    |       |
| 25. Mai | Sydney Box                            | britischer Drehbuchautor und Filmproduzent                                            | 76    |       |
| 25. Mai | Kenneth Brangwin                      | britischer Sprinter                                                                   | 75    |       |
| 25. Mai | Herbert Brüning                       | deutscher Geograph, Museumsleiter und Hochschulprofessor                              | 71    |       |
| 25. Mai | Idris                                 | libyscher König (1951–1969)                                                           | 93    |       |
| 25. Mai | Necip Fazıl Kısakürek                 | türkischer Schriftsteller, Dichter und Philosoph                                      | 78    |       |
| 25. Mai | Zelda Popkin                          | US-amerikanische Kriminalschriftstellerin und freie Journalistin                      | 84    |       |
| 25. Mai | Paul Quinichette                      | US-amerikanischer Jazz-Tenor-Saxophonist                                              | 67    |       |
| 25. Mai | Elisabet van Randenborgh              | deutsche Schriftstellerin                                                             | 89    |       |
| 25. Mai | Karl Josef Simonis                    | deutscher Jurist und Politiker (CDU)                                                  | 80    |       |
| 26. Mai | Jupp Besselmann                       | deutscher Boxer                                                                       | 73    |       |
| 26. Mai | Konrad Jochheim                       | deutscher Grafiker und Architekt                                                      | 87    |       |
| 26. Mai | Raffaello Morghen                     | italienischer Historiker                                                              | 86    |       |
| 26. Mai | Jack Stewart                          | kanadischer Eishockeyspieler                                                          | 66    |       |
| 26. Mai | Karl Tanzeglock                       | deutscher Jurist und Politiker                                                        | 80    |       |
| 26. Mai | Louise Weiss                          | französische Europapolitikerin, MdEP, Journalistin, Schriftstellerin und Feministin   | 90    |       |
| 26. Mai | Ernst Willner                         | österreichischer Journalist                                                           | 57    |       |
| 27. Mai | Les Goldman                           | US-amerikanischer Filmproduzent                                                       | 69    |       |
| 27. Mai | Alois Hammer                          | österreichischer Politiker (SPÖ), Vorarlberger Landtagsabgeordneter                   | 75    |       |
| 27. Mai | Johann Houschka                       | österreichischer Feldhandballspieler                                                  | 68    |       |
| 27. Mai | Paul Mann                             | österreichischer Filmkomponist und Liedschreiber                                      | 72    |       |
| 27. Mai | James Hugh Joseph Tate                | US-amerikanischer Politiker                                                           | 72    |       |
| 28. Mai | Pitseolak Ashoona                     | kanadische Inuit-Künstlerin                                                           |       |       |
| 28. Mai | Oscar Gans                            | deutscher Dermatologe                                                                 | 95    |       |
| 28. Mai | Adolf Häser                           | deutscher Gestapobeamter und SS-Führer                                                | 79    |       |
| 28. Mai | Hans Hörmann                          | deutscher Psychologe                                                                  | 58    |       |
| 28. Mai | John C. Howard                        | US-amerikanischer Filmeditor                                                          | 52    |       |
| 29. Mai | Ernst Georgi                          | deutscher Politiker (CDU), MdL                                                        | 87    |       |
| 29. Mai | Arvīds Pelše                          | sowjetischer lettischer Politiker                                                     | 84    |       |
| 29. Mai | Samariddin Sadijew                    | tadschikischer Schauspieler                                                           | 65    |       |
| 30. Mai | Kurt Benz                             | deutscher Bürgermeister und Landrat                                                   | 93    |       |
| 30. Mai | Roger Excoffon                        | französischer Grafiker und Schriftgestalter                                           | 72    |       |
| 30. Mai | Alfred Gruenther                      | US-amerikanischer General der Army, dritter Supreme Allied Commander Europe           | 84    |       |
| 30. Mai | Burnett Guffey                        | US-amerikanischer Kameramann                                                          | 78    |       |
| 30. Mai | Henri Matter                          | französischer Schwimmer                                                               | 81    |       |
| 30. Mai | Heinz Müller                          | deutscher Politiker (FDP, CDU), MdL                                                   | 63    |       |
| 30. Mai | Richard Timm                          | deutscher Politiker (SPD), Bezirksbürgermeister von Berlin-Neukölln                   | 90    |       |
| 30. Mai | Anne-Marie Vogler                     | deutsche Bildhauerin und Grafikerin                                                   | 90    |       |
| 31. Mai | Jack Dempsey                          | US-amerikanischer Boxer                                                               | 87    |       |
| 31. Mai | Eugen Schneider                       | deutscher Gewerkschaftsfunktionär und Landrat                                         | 84    |       |
| 31. Mai | Milton Young                          | US-amerikanischer Politiker                                                           | 85    |       |
| Mai     | Earlene Brown                         | US-amerikanische Kugelstoßerin und Diskuswerferin                                     | 47    |       |
| Mai     | Vera Piller                           | deutsch-schweizerische Schriftstellerin                                               | 33    |       |
| Mai     | Adolf Röder                           | deutscher Maler, Grafiker und Galerist                                                | 78    |       |
| Mai     | Elly Rothwein                         | österreichisch-amerikanische Pädagogin                                                | 83    |       |

## Juni
| Tag      | Name                                         | Beruf, bekannt als                                                                                          | Alter | Beleg |
| -------- | -------------------------------------------- | --- | ----- | ----- |
| 1. Juni  | Giovanni Balla                               | italienischer Radrennfahrer                                                                                 | 81    |       |
| 1. Juni  | Bernhard Halbig                              | deutscher Buchhändler und Verbandsfunktionär                                                                | 69    |       |
| 1. Juni  | Lamar Jeffers                                | US-amerikanischer Offizier und Politiker                                                                    | 95    |       |
| 1. Juni  | Karl von Belgien                             | belgischer Adeliger, Prinzregent von Belgien, Graf von Flandern                                             | 79    |       |
| 1. Juni  | Waleri Iljitsch Kusmin                       | jakutisch-sowjetischer Pilot und Abgeordneter                                                               | 64    |       |
| 1. Juni  | Jaime Lazcano                                | spanischer Fußballspieler                                                                                   | 73    |       |
| 1. Juni  | Thomas Pike                                  | britischer Offizier der RAF                                                                                 | 76    |       |
| 1. Juni  | Anna Seghers                                 | deutsche Schriftstellerin                                                                                   | 82    |       |
| 2. Juni  | Herbert Broadley                             | britischer Ministerialbeamter, Generaldirektor der FAO                                                      | 90    |       |
| 2. Juni  | John M. Coffee                               | US-amerikanischer Politiker                                                                                 | 86    |       |
| 2. Juni  | Lajos Drahos                                 | ungarischer Politiker, Mitglied des Parlaments                                                              | 88    |       |
| 2. Juni  | Hans Frebold                                 | deutscher Geologe, Hochschullehrer und Polarforscher                                                        | 83    |       |
| 2. Juni  | Jürg Im Obersteg                             | Schweizer Gerichtsmediziner und Kunstsammler                                                                | 68    |       |
| 2. Juni  | Gerhard Kienle                               | deutscher anthroposophischer Arzt, Universitätsgründer und Wissenschaftstheoretiker                         | 59    |       |
| 2. Juni  | Charlotte Küter                              | deutsche Schauspielerin                                                                                     | 83    |       |
| 2. Juni  | Ernest Libérati                              | französischer Fußballspieler                                                                                | 77    |       |
| 2. Juni  | Wilhelm Lotze                                | deutscher Jurist und Politiker (CDU), MdB                                                                   | 80    |       |
| 2. Juni  | Ludwig von Manger-Koenig                     | deutscher Sozialhygieniker und Politiker (SPD)                                                              | 63    |       |
| 2. Juni  | Paul Meissner                                | österreichischer Maler, Präsident der Wiener Secession                                                      | 76    |       |
| 2. Juni  | Stan Rogers                                  | kanadischer Folk-Music-Sänger und Songwriter                                                                | 33    |       |
| 2. Juni  | Julio Rosales y Ras                          | philippinischer Kardinal der römisch-katholischen Kirche und Erzbischof von Cebu                            | 76    |       |
| 2. Juni  | Karl Vilmundarson                            | isländischer Leichtathlet                                                                                   | 73    |       |
| 3. Juni  | Gisbert Beck                                 | deutscher Polizist und Kommunalpolitiker                                                                    | 43    |       |
| 3. Juni  | Franz Joachim Behnisch                       | deutscher Schriftsteller                                                                                    | 63    |       |
| 4. Juni  | Ivan Tors                                    | ungarischer Autor, Tiertrainer und Produzent von Filmen und Radiosendungen                                  | 66    |       |
| 4. Juni  | Gunn Wållgren                                | schwedische Theaterschauspielerin                                                                           | 69    |       |
| 5. Juni  | Horácio de Almeida                           | brasilianischer Jurist und Historiker                                                                       |       |       |
| 5. Juni  | Augustus W. Bennet                           | US-amerikanischer Politiker                                                                                 | 85    |       |
| 5. Juni  | Hans Fikentscher                             | deutscher Chemiker                                                                                          | 87    |       |
| 5. Juni  | Mort Herbert                                 | US-amerikanischer Jazzbassist                                                                               | 57    |       |
| 5. Juni  | Heinrich Küver                               | deutscher Politiker (DHP/DP), MdL                                                                           | 93    |       |
| 5. Juni  | Nikolaus Pieger                              | deutscher römisch-katholischer Prälat                                                                       | 82    |       |
| 05. Juni | Stanley Stanyar                              | kanadischer Ruderer                                                                                         | 77    |       |
| 5. Juni  | Erna Stein-Blumenthal                        | deutsch-israelische Kunsthistorikerin                                                                       | 79    |       |
| 5. Juni  | Kurt Tank                                    | deutscher Ingenieur                                                                                         | 85    |       |
| 6. Juni  | Georg Barkemeyer                             | deutscher Politiker und Landwirt (FDP), MdL                                                                 | 95    |       |
| 6. Juni  | Hugo Johnson                                 | schwedischer Segler                                                                                         | 75    |       |
| 6. Juni  | Hans Leip                                    | deutscher Schriftsteller und Dichter                                                                        | 89    |       |
| 7. Juni  | Daniele Amfitheatrof                         | russisch-US-amerikanischer Filmkomponist                                                                    | 81    |       |
| 7. Juni  | Daniel Casriel                               | US-amerikanischer Psychiater und Psychoanalytiker                                                           | 59    |       |
| 7. Juni  | Georg Lanzenstiel                            | deutscher lutherischer Theologe                                                                             | 74    |       |
| 7. Juni  | Julius Mennicken                             | preußischer Verwaltungsbeamter und Landrat                                                                  | 89    |       |
| 7. Juni  | Johannes Friedrich Rogge                     | deutscher Bildhauer                                                                                         | 85    |       |
| 7. Juni  | Josef Rösing                                 | deutscher Politiker (Zentrum, CDU), MdB                                                                     | 72    |       |
| 8. Juni  | Pat Driscoll                                 | britischer Automobilrennfahrer                                                                              | 82    |       |
| 8. Juni  | Gerhard Haselbach                            | deutscher Bühnen- und Filmschauspieler                                                                      | 81    |       |
| 8. Juni  | B. Ed Johnson                                | US-amerikanischer Politiker                                                                                 | 68    |       |
| 8. Juni  | Johann Kammerhofer                           | österreichischer Politiker (ÖVP), Abgeordneter zum Nationalrat                                              | 61    |       |
| 8. Juni  | Josef Kaut                                   | österreichischer Politiker (SPÖ), Landtagsabgeordneter und Landesrat                                        | 79    |       |
| 8. Juni  | Miško Kranjec                                | slowenischer Schriftsteller                                                                                 | 74    |       |
| 8. Juni  | Bruno Krüger                                 | deutscher Politiker (LDPD), Vorsitzender des BV Schwerin der LDPD                                           | 60    |       |
| 8. Juni  | Svend Pri                                    | dänischer Badmintonspieler                                                                                  | 38    |       |
| 8. Juni  | Tom Steed                                    | US-amerikanischer Politiker                                                                                 | 79    |       |
| 8. Juni  | Oldřich Švestka                              | tschechoslowakischer kommunistischer Politiker                                                              | 61    |       |
| 8. Juni  | Jacques Van Melkebeke                        | belgischer Comicautor                                                                                       | 78    |       |
| 9. Juni  | George M. Darrow                             | US-amerikanischer Gartenbauwissenschaftler und Pomologe                                                     | 94    |       |
| 9. Juni  | Ernesto Djédjé                               | ivorischer Musiker                                                                                          |       |       |
| 9. Juni  | Ise Gropius                                  | deutsche Lektorin und Schriftstellerin                                                                      | 86    |       |
| 9. Juni  | Gerhard Matzky                               | deutscher Offizier                                                                                          | 89    |       |
| 9. Juni  | Hans Mennekes                                | deutscher Künstler                                                                                          | 71    |       |
| 9. Juni  | Erdmann Schott                               | deutscher evangelisch-lutherischer Theologe                                                                 | 82    |       |
| 9. Juni  | Martin Stephani                              | deutscher Dirigent und Hochschullehrer                                                                      | 67    |       |
| 9. Juni  | William M. Tuck                              | US-amerikanischer Politiker, Gouverneur von Virginia                                                        | 86    |       |
| 9. Juni  | Charmion von Wiegand                         | US-amerikanische Journalistin, Kunstkritikerin und Malerin                                                  | 87    |       |
| 10. Juni | Juri Jakowlewitsch Basilewski                | sowjetischer Computeringenieur                                                                              | 71    |       |
| 10. Juni | Hermann Klemm                                | deutscher lutherischer Theologe                                                                             | 79    |       |
| 10. Juni | Cyril Martin                                 | englischer Fußballspieler                                                                                   | 64    |       |
| 10. Juni | Georg Meri                                   | estnischer Diplomat und Übersetzer                                                                          | 82    |       |
| 10. Juni | Nadia Reisenberg                             | US-amerikanische Pianistin und Musikpädagogin                                                               | 78    |       |
| 10. Juni | Hanns Streit                                 | deutscher NS-Wissenschaftsfunktionär und SS-Führer                                                          | 86    |       |
| 10. Juni | Paul Travers                                 | britischer Generalleutnant                                                                                  | 55    |       |
| 11. Juni | Hans Cain                                    | deutscher Mediziner                                                                                         | 64    |       |
| 11. Juni | Robert Michel                                | deutscher Grafiker                                                                                          | 86    |       |
| 11. Juni | Maria Ohmeyer                                | österreichische akademische Malerin                                                                         | 86    |       |
| 11. Juni | Pierre Ramadier                              | französischer Stabhochspringer                                                                              | 81    |       |
| 12. Juni | Alexander Alow                               | sowjetischer Filmregisseur                                                                                  | 59    |       |
| 12. Juni | Conrad Bonnevie-Svendsen                     | norwegischer Politiker und Geistlicher                                                                      | 85    |       |
| 12. Juni | Percy W. Griffiths                           | US-amerikanischer Politiker                                                                                 | 90    |       |
| 12. Juni | Clemens Holzmeister                          | österreichischer Architekt                                                                                  | 97    |       |
| 12. Juni | J. B. Hutto                                  | US-amerikanischer Blues-Gitarrist                                                                           | 57    |       |
| 12. Juni | Arnold de Kalbermatten                       | Schweizer Bundesbeamter                                                                                     | 92    |       |
| 12. Juni | Paul Kottwitz                                | deutscher Bergmann                                                                                          | 69    |       |
| 12. Juni | Maurice Lamontagne                           | kanadischer Politiker, Ökonom und Hochschullehrer                                                           | 65    |       |
| 12. Juni | Norma Shearer                                | US-amerikanisch-kanadische Schauspielerin                                                                   | 80    |       |
| 12. Juni | Władysław Skonecki                           | polnischer Tennisspieler                                                                                    | 62    |       |
| 12. Juni | Rudolf Weber                                 | deutscher Lehrer und Heimatforscher                                                                         | 89    |       |
| 13. Juni | Banu Amin                                    | iranische Rechtswissenschaftlerin und Theologin                                                             |       |       |
| 13. Juni | Walther Genzmer                              | deutscher Kunsthistoriker und Architekt                                                                     | 92    |       |
| 13. Juni | Helmut Kraatz                                | deutscher Mediziner                                                                                         | 80    |       |
| 13. Juni | Kurt F. Reinhardt                            | US-amerikanischer Germanist                                                                                 | 86    |       |
| 13. Juni | Curt Siewert                                 | deutscher Offizier, zuletzt Generalmajor der Bundeswehr und Generalleutnant im Zweiten Weltkrieg            | 84    |       |
| 13. Juni | Carl Wiggert                                 | deutscher Verwaltungsjurist, Verbandsfunktionär des Bank- und Börsenwesens und Politiker (NSDAP, CDU), MdHB | 80    |       |
| 14. Juni | Ihor Kostezkyj                               | ukrainischer Schriftsteller, Dramatiker, Übersetzer, Literaturkritiker und Verleger                         | 70    |       |
| 14. Juni | Eric Kugelberg                               | schwedischer Neurophysiologe                                                                                | 70    |       |
| 14. Juni | Franziska Seidl                              | österreichische Physikerin                                                                                  | 90    |       |
| 15. Juni | Mario Casariego y Acevedo                    | spanischer Erzbischof von Guatemala und Kardinal                                                            | 74    |       |
| 15. Juni | William Liley                                | neuseeländischer Gynäkologe und Geburtshelfer                                                               | 54    |       |
| 15. Juni | Walter Müller                                | deutscher Pathologe                                                                                         | 75    |       |
| 15. Juni | Fritz Zbinden                                | Schweizer Radrennfahrer                                                                                     | 60    |       |
| 16. Juni | Herbert Achterberg                           | deutscher evangelischer Geistlicher                                                                         | 79    |       |
| 16. Juni | James Arthur Calata                          | südafrikanischer Politiker; Generalsekretär des AANC (1936–1949)                                            | 87    |       |
| 16. Juni | Max Giese                                    | deutscher Schauspieler bei Bühne und Fernsehen                                                              | 59    |       |
| 16. Juni | Ingo Kirchner                                | deutscher Maler und Grafiker                                                                                | 52    |       |
| 16. Juni | Doris Lee                                    | US-amerikanische Malerin                                                                                    | 78    |       |
| 16. Juni | Jean Majerus                                 | luxemburgischer Radrennfahrer                                                                               | 69    |       |
| 16. Juni | Aina Wifalk                                  | schwedische Erfinderin                                                                                      | 55    |       |
| 17. Juni | Miron Białoszewski                           | polnischer Dichter                                                                                          | 60    |       |
| 17. Juni | Curt Englaender                              | deutscher Jurist und NS-Funktionär                                                                          | 80    |       |
| 17. Juni | Ruggero Gerlin                               | italienischer Cembalist und Musikpädagoge                                                                   | 84    |       |
| 17. Juni | Eelco van Kleffens                           | niederländischer Politiker (parteilos), Außenminister                                                       | 88    |       |
| 17. Juni | Peter Mennin                                 | US-amerikanischer Komponist                                                                                 | 60    |       |
| 17. Juni | Dankmar Zergiebel                            | deutscher Unternehmer sowie Verbandsfunktionär                                                              | 88    |       |
| 18. Juni | Marianne Brandt                              | deutsche Malerin, Bildhauerin, Fotografin und Designerin                                                    | 89    |       |
| 18. Juni | Jakob Käch                                   | Schweizer Politiker (CVP)                                                                                   | 74    |       |
| 18. Juni | Mona Mahmudnizhad                            | iranische Bahai                                                                                             | 17    |       |
| 18. Juni | Michael Toost                                | österreichischer Schauspieler                                                                               | 55    |       |
| 18. Juni | Dieter Wieland                               | deutscher Schauspieler und Theaterregisseur                                                                 | 53    |       |
| 19. Juni | Jiří Brabenec                                | tschechischer Journalist und Schriftsteller                                                                 | 72    |       |
| 19. Juni | Georg Diederichs                             | deutscher Politiker (SPD), MdL                                                                              | 82    |       |
| 19. Juni | Simcha Ehrlich                               | israelischer Politiker                                                                                      |       |       |
| 19. Juni | Vilmundur Gylfason                           | isländischer Politiker, Historiker und Dichter                                                              | 34    |       |
| 19. Juni | Nikifor Gerassimowitsch Popow                | sowjetischer Langstreckenläufer                                                                             | 72    |       |
| 19. Juni | Thomas J. Weihs                              | Arzt, Heilpädagoge, Schriftsteller                                                                          | 69    |       |
| 20. Juni | Erich Emmrich                                | deutscher Politiker (SPD)                                                                                   | 61    |       |
| 20. Juni | Oskar Farny                                  | deutscher Offizier, Manager und Politiker (Zentrum, CDU), MdR, MdB                                          | 92    |       |
| 20. Juni | Ana María González                           | mexikanische Sängerin                                                                                       | 63    |       |
| 20. Juni | Sadik Hakim                                  | US-amerikanischer Jazzmusiker                                                                               | 63    |       |
| 20. Juni | Alfred Hartner                               | österreichischer Hörspielautor, -produzent und -regisseur                                                   | 56    |       |
| 21. Juni | Ernst-August Cornelius                       | deutscher Maschinenbauingenieur und Hochschullehrer                                                         | 84    |       |
| 21. Juni | Herbert Grasemann                            | deutscher Schachkomponist                                                                                   | 65    |       |
| 21. Juni | Doris Sands Johnson                          | bahamaische Politikerin und Frauenrechtlerin                                                                | 62    |       |
| 22. Juni | Fritz Becker                                 | deutscher Politiker (CDU, DP), MdB                                                                          | 72    |       |
| 22. Juni | Karl-Eduard Berron                           | deutscher evangelischer Pfarrer im Elsass und in Schwaben                                                   | 85    |       |
| 22. Juni | Nazaire De Wolf                              | belgischer Komponist und Bandleader                                                                         | 65    |       |
| 22. Juni | Ladislav Dvořák                              | tschechischer Dichter und Prosaschriftsteller                                                               | 62    |       |
| 22. Juni | Alfons Haseneder                             | deutscher Organist, Chorleiter, Maler, Museumsgründer und Heimatpfleger                                     | 71    |       |
| 22. Juni | Waino Edward Hendrickson                     | US-amerikanischer Politiker                                                                                 | 87    |       |
| 22. Juni | Christopher Hinton, Baron Hinton of Bankside | britischer Ingenieur                                                                                        | 82    |       |
| 22. Juni | David MacDonald                              | britischer Filmregisseur, Drehbuchautor und Filmproduzent                                                   | 79    |       |
| 22. Juni | Claude Magnier                               | französischer Dramatiker, Drehbuchautor und Regisseur                                                       | 63    |       |
| 22. Juni | Otto Reckstat                                | deutscher Industriearbeiter und Gewerkschaftsfunktionär                                                     | 84    |       |
| 22. Juni | William T. Sexton                            | US-amerikanischer Offizier, Generalmajor der US-Army                                                        | 81    |       |
| 22. Juni | Alfred Tourville                             | kanadischer Radrennfahrer                                                                                   | 74    |       |
| 23. Juni | Tonino Biondini                              | italienischer Skilangläufer                                                                                 | 38    |       |
| 23. Juni | John Gavin Bone                              | schottischer Radrennfahrer                                                                                  | 68    |       |
| 23. Juni | Osvaldo Dorticós                             | kubanischer Politiker und Revolutionär                                                                      | 64    |       |
| 23. Juni | Mario Pio Gaspari                            | italienischer römisch-katholischer Theologe, apostolischer Legat                                            | 65    |       |
| 23. Juni | Naaman Abdalmesih Karabash                   | syrischer Gelehrter                                                                                         | 80    |       |
| 23. Juni | Walther Kruspe                               | deutscher Architekt, Baudezernent und Stadtplaner                                                           | 92    |       |
| 23. Juni | Jonathan Latimer                             | US-amerikanischer Schriftsteller und Drehbuchautor                                                          | 76    |       |
| 23. Juni | Hanns Maaßen                                 | deutscher Journalist und Schriftsteller                                                                     | 74    |       |
| 23. Juni | Giovanni Plazzer                             | italienischer Ruderer                                                                                       | 73    |       |
| 23. Juni | Dave Shade                                   | US-amerikanischer Boxer im Weltergewicht                                                                    | 81    |       |
| 24. Juni | Paul Busse-Grawitz                           | deutscher Mediziner                                                                                         | 83    |       |
| 24. Juni | Robert Faller                                | Schweizer Dirigent                                                                                          | 59    |       |
| 24. Juni | William E. Miller                            | US-amerikanischer Politiker                                                                                 | 69    |       |
| 24. Juni | Hans Neuburg                                 | Schweizer Schriftsetzer bzw. Typograph                                                                      | 79    |       |
| 24. Juni | Gerhard Nestler                              | deutscher Musikpädagoge und Komponist                                                                       | 82    |       |
| 25. Juni | Maria Viktoria von Attems                    | österreichische Malerin, Zeichnerin, Illustratorin und Designerin                                           | 83    |       |
| 25. Juni | Raina Georgiewa                              | bulgarische Biologin                                                                                        | 80    |       |
| 25. Juni | Alberto Ginastera                            | argentinischer Komponist                                                                                    | 67    |       |
| 25. Juni | Larry Gordon                                 | US-amerikanischer American-Football-Spieler                                                                 | 28    |       |
| 25. Juni | Oddbjørn Hagen                               | norwegischer Skisportler                                                                                    | 75    |       |
| 25. Juni | Marianne Hütel                               | deutsche Heimatdichterin und Mundartsprecherin                                                              | 72    |       |
| 25. Juni | Hans Schwanda                                | österreichischer Alpinist und Sachbuchautor über Berg- und Schitouren                                       | 78    |       |
| 25. Juni | Georges Sérès jr.                            | französischer Radrennfahrer                                                                                 | 65    |       |
| 26. Juni | Luis Álamos                                  | chilenischer Fußballspieler und -trainer                                                                    | 59    |       |
| 26. Juni | James Robert Knox                            | australischer Geistlicher, Erzbischof von Melbourne und Kardinal der römisch-katholischen Kirche            | 69    |       |
| 26. Juni | Sture Pettersson                             | schwedischer Radrennfahrer                                                                                  | 40    |       |
| 26. Juni | Kurt Wollinger                               | österreichischer Eishockeytorwart und -schiedsrichter                                                       | 81    |       |
| 27. Juni | Philipp Bamberger                            | deutscher Kinderarzt, Ordinarius der Universitätskinderklinik Königsberg und in Heidelberg                  | 84    |       |
| 27. Juni | Vincent Gallagher                            | US-amerikanischer Ruderer                                                                                   | 84    |       |
| 27. Juni | Susan Perl                                   | austroamerikanische Illustratorin                                                                           | 60    |       |
| 27. Juni | Tanigaki Sen’ichi                            | japanischer Politiker                                                                                       | 70    |       |
| 28. Juni | Pietro Frua                                  | italienischer Automobildesigner                                                                             | 70    |       |
| 28. Juni | Elżbieta Katolik                             | polnische Mittelstreckenläuferin                                                                            | 33    |       |
| 28. Juni | Stephen Aloysius Leven                       | US-amerikanischer Geistlicher, Bischof von San Angelo                                                       | 78    |       |
| 28. Juni | Elisabeth Werl                               | deutsche Kirchenhistorikerin                                                                                | 85    |       |
| 29. Juni | Erich Gabbe                                  | deutscher Mediziner                                                                                         | 92    |       |
| 29. Juni | Kurt Schneidewind                            | deutscher Politiker (KPD/SED) und Diplomat                                                                  | 71    |       |
| 30. Juni | Igor Dmitrijewitsch Ado                      | russischer Mathematiker                                                                                     | 73    |       |
| 30. Juni | Christian Aigrinner                          | deutscher Kunstmaler, Zeichner und Graphiker                                                                | 64    |       |
| 30. Juni | Cesare Amè                                   | italienischer General; Chef des militärischen Nachrichtendienstes (1940–1943)                               | 90    |       |
| 30. Juni | Auguste Anglès                               | französischer Romanist und Literaturwissenschaftler                                                         | 69    |       |
| 30. Juni | Ernst Bettermann                             | deutscher Politiker (SPD), MdL                                                                              | 79    |       |
| 30. Juni | Maurice Ducos                                | französischer Schwimmer                                                                                     | 78    |       |
| 30. Juni | Gerhard Hess                                 | deutscher Romanist und Literaturwissenschaftler                                                             | 76    |       |
| 30. Juni | Leonard B. Jordan                            | US-amerikanischer Politiker und Gouverneur des Bundesstaates Idaho (1951–1955)                              | 84    |       |
| 30. Juni | Juvenal Porcayo Uribe                        | mexikanischer Geistlicher, Bischof von Tapachula                                                            | 66    |       |
| Juni     | Wanda Bergman                                | US-amerikanische Badmintonspielerin                                                                         | 75    |       |
| Juni     | Wendell Culley                               | US-amerikanischer Jazz-Trompeter des Swing                                                                  | 77    |       |
| Juni     | Wilfred Shingleton                           | britischer Szenenbildner (Art Director und Production Designer)                                             | 69    |       |
| Juni     | Willi Weismann                               | deutscher Verleger                                                                                          | 74    |       |